# Mírová fontána
Mírová fontána (francouzsky Fontaine de la Paix), též nazývaná fontána Míru a umění (fontaine de la Paix et des Arts) je novoklasicistní fontána v Paříži.

## Umístění
Kašna se nachází v 6. obvodu poblíž náměstí Place Saint-Sulpice v Allée du Séminaire, která vede podél východní strany ulice Rue Bonaparte.

## Historie
Tato kašna je jednou z patnácti fontán, které byly uvedeny do provozu po dokončení kanálu Ourcq. Napoleon Bonaparte přikázal postavit tuto kašnu jako připomínku mírové smlouvy z Amiensu na náměstí Place du Châtelet, ale v roce 1807 rozhodl o jejím postavení na Place Saint-Sulpice. Zůstala zde do roku 1824, kdy byla přesunuta, neboť náměstí bylo stavebně upraveno a později zde byla zřízena fontána Saint-Sulpice. V roce 1935 byla Mírová fontána znovu přestěhována na své současné místo.
Od 6. února 1926 je chráněná jako historická památka.

## Popis
Autorem fontány je architekt Destournelles, výzdobu provedl sochař Jean-Joseph Espercieux (1757–1840).
Fontánu tvoří kvádr zakončený frontonem a stojící uprostřed čtvercového bazénu. Čtyři strany jsou zdobeny alegorickými basreliéfy, které představují Vědu, Umění a Mír, Zemědělství, Obchod. Na dvou protilehlých stranách jsou nádrže ve tvaru lastur, do kterých proudí voda. Z lastur odtéká voda do hlavního bazénu.